# F. M. 알렉산더
프레드릭 마티아스 알렉산더(Frederick Matthias Alexander)는 알렉산더테크닉 (Alexander Technique)의 창시자이다.
| 프레드릭 마티아스 알렉산더(Frederick Matthias Alexander) | 프레드릭 마티아스 알렉산더(Frederick Matthias Alexander)                   |
| -------------------------------------------------------- | -------------------------------------------------------------------------- |
|                                                          |                                                                            |
| 출생                                                     | 태즈메이니아 윈야드, 호주 (Wynyard, Tasmania in Australia) 1869년 1월 20일 |
| 사망                                                     | 런던 , 영국 1955년 10월 10일 (86 세)                                       |
| 직업                                                     | 배우, 교육자                                                               |

## 유년시절
F.M. 알렉산더는 호주 태즈메이니아(Tasmania, Australia)의 잉글리스 강(Inglis River)의 북쪽의 윈야드(Wynyard)에서 1869년 1월 20일  태어났다.
그는 대장장이 일을 하던 아버지 존 알렉산더(John Alexander)와 어머니 베시 브라운(Betsy Brown) 사이에서 태어났으며 10 명의 자녀 중 장남이었다.
그의 부모는 1830년 영국에서 일어난 스윙폭동에서 농기계 파괴와 같은 범죄로 Van Diemen's Land 라는 곳으로 이송된 이의 자손이었다.
알렉산더는 일생동안 그의 조상들에 대해 말을 삼갔고, 자신이 스코틀랜드 계라고 주장하였고 그의 선조들을 격상시키기 위해 노력했다.
알렉산더는 조산아로 태어났는데, 그가 살아남을 수 있었던 것은 전적으로 어머니의 헌신적인 보살핌 때문이었다.
그는 그녀가 가장 아끼는 자녀였고, 평생 동안 가까이 있었다.
종교적이며 근면한 아버지와의 관계는 어머니에 비해 소원했는데, 나중에는 사이가 멀어지게 된다.
그의 가족은 1870년에 알렉산드리아(Alexandria)에서 윙가르드(Wingard)로 이주하였다.
당시 알렉산더는 육체적으로 강하지는 않았지만, 낚시나 사냥과 같은 농촌 활동을 즐겼으며, 말과 승마를 특히 즐겼다.
그의 가족은 복음주의 프로테스탄트였다. 안식일은 엄격히 지켜졌고, 그의 아버지는 그전까진 술꾼이었지만 1879년에 금주를 선서한 것으로 보인다.
알렉산더는 스스로를 불가지론자로 이야기했지만, 기독교적 성장배경을 가진 것은 그에게 큰 영향을 주었다.
성인이 된 후 그는 종종 성서를 인용하였다.
그는 정의감과 자제심, 책임의식을 가지게 된데에는 기독교 신앙의 영향이 깊다.
당시 부모들에게 자녀교육은 우선 순위가 아니었지만, 어머니인 베시 알렉산더(Betsy Alexander)은 자녀들이 교육을 받아야한다고 생각했다.
알렉산더는 처음에는 주일 학교에 나갔고, 나중에는 공립학교에 다녔다.
알렉산더는 조숙한, 예민하고 주의가 필요한, 어려운 학생이었지만, 스코틀랜드 출신의 선생님인 로버트 로버트슨(Robert Robertson)은 관심을 가지고 자상하게 알렉산더를 가르쳤다.
병약한 알렉산더가 학교를 빠질 경우, 저녁에 집에 가서 가르쳐 주기도 했다.
로버트슨은 기본적인 교육뿐만 아니라, 알렉산더에게 셰익스피어, 연극, 시에 대해 애정을 가질 수 있도록 했다.
15 세에, 알렉산더는 로버트슨의 조교가 되어 교사가 되는 것을 목표로 삼았으나, 그 꿈은 오래가지 못했다.
16 살에 그는 와라타(Waratah)에 있는 이모와 삼촌을 찾아갔는데 이곳에는 주석광산이 있었다.
그곳에 있는 동안, 그는 광산 회사로부터 좋은 보수를 받는 직업을 제안 받았다.
이는 그의 선생님인 로버트슨에게는 실망감을 안겨줬지만, 부모님의 권유로 알렉산더는 그 일을 받아 들였다.
주석광산에서 그는 고용주들로부터 좋은 평가를 받았다.
그는 생명보험 직원으로도 일했는데, 그 당시로서는 상당한 금액인 500 파운드를 급료로 받았다.
여가 시간에는 그는 경마에 관심을 갖고 바이올린을 배웠다.
그는 또한 현지 아마추어 극작가회에 참가하여 여러 가지 역할을 수행하였는데, 종종 그곳에  여행 온 다른 전문가 그룹들과 만남을 가졌다.
이들 가운데 피아니스트인 로버트 영 (Robert Young)과 그의 여배우 아내인 에디스(Edith)를 만나게 되는데 에디스는 나중에 알렉산더와 결혼하게 된다.

## 멜버른 시절 1889~1904
와라타(Waratah)에서 3년을 보낸  알렉산더는,1889년 태즈매니아를 떠나 이모와 삼촌과 함께 멜버른으로 갔다.
그는 나중에 그 시기를 "생계를 유지하는 것을 넘어 예술과 교육 분야에서 광범위하게 활동하기 위해 노력했다."라고 평했다.
그는 처음 석 달 동안 연극 관람과 미술관 및 콘서트를 보기 위해 그동안 저축했던 돈을 모두 썼다.
그는 몇 군데에서 사무직에서 일하면서, 영국 배우 제임스 캐스카트(James Cathcart)와 발성교사인 프레드 힐(Fred Hill)로부터 수업을 들었다.
이 기간, 알렉산더는 건강 상태가 계속 악화되어 의사가 멜버른보다 시골 지역을 떠나라는 조언을 받았다.
질롱(Geelong)의 해변에서 3개월을 보내면서 요양을 한 후, 그는 다시 멜버른으로 돌아왔다.
이 시기 공연 활동을 하였는데, 많은 정보가 있지는 않지만 1891년 11월, 그의 공연에 대해 지역신문은 매우 긍정적인 평가를 한 것으로 알려져 있다.
그러나 알렉산더는 공연을 하면서 목소리가 쉬는 문제로 고통 받기 시작했고, 공연을 한 후에는 거의 말할 수 없었다.
친구들은 또한 그가 암송하는 동안 헐떡거린다고 알려주었다.
40년 후에 그의 책 "자기의 사용 Use of Self" 의 첫 장에서 설명했듯이, 이 문제에 있어 의사와 보컬 강사의 조언은 도움이 되지 않았기에 그는 거울을 사용하여 자신의 말하는 습관을 관찰하기 시작했다.
이 관찰을 통해 그는 발성에 있어서 잘못된 습관을 자제하기 위해선 뭔가를 더하려 하기보다는 의식을 활용하여야 하며, 목적에 초점을 맞추기보다는 과정에 중심을 두어야한다는 것을 발견했다.
이를 통해 그는 발성 문제와 어릴 적부터 있어왔던 호흡기 문제를 해결할 수 있었다.
알렉산더의 다른 간행물에서 나온 증거들, 예를 들면 몇 가지 핵심원리들이 1924년까지 그의 저서에서 발견되지 않은 것을 보면, 알렉산더는 1932년에 “Use of self”를 통해 묘사한 것보다 훨씬 오랜 시간동안 체계적인 방식으로 이러한 통찰을 얻은 것으로 판단된다.
목소리 문제를 해결한 알렉산더는 사무일을 그만두고 전문 낭독가와 보컬 강사로 경력을 쌓기로 결심한다.
그는 1894년 초 고향인 태즈매니아를 방문하는데 이때 가족들로부터 여러 안좋은 소식을 듣게 된다.
그의 부모의 재정적 상황은 불안정했고 1893년 늦둥이 어린 아들(F.M. 알렉산더의 동생)의 죽음으로 상심이 컸다.
그로 인해, 그의 아버지는 끊었던 술을 다시 마시기 시작했다.
F.M.알렉산더의 아버지는 아들이 떠돌이 생활을 하는 것을 반대했고 이로 인해 둘은 심하게 싸웠다. 이후 부자간에 다시 만났다는 기록은 없다.
가족과는 안좋은 일이 있었지만 그의 태즈매니아 방문은 그의 경력에 있어서는 좋은 결과가 있었다.
호바트(Hobart)시에서 이전에 와타라(Watarah)에서 만난적이 있던 로버트(Robert)와 에디트 영(Edith Young)과 같이 한 콘서트는 태즈매니아 주지사로부터 매우 좋은 평을 받았다.
이 트리오는 긴밀한 우정을 쌓았는데, 공연을 하는 것 외에도, 알렉산더는 그들에게 발성수업을 해주었다.
1895년 초 뉴질랜드로 가서 공연을 하여 좋은 평가를 받았고, 프레드릭 빌리어 (Frederic Villiers)와 오클랜드 시장(Mayor of Auckland)을 비롯한 여러 유명 인사들에게 개인적인 보컬 수업을 했다.
다른 사람들은 그에게 미국으로 가는 것을 권했으나 그는 자신의 새로운 방법을 가르치기 위해 멜버른으로 돌아왔다.
1896년 알렉산더는 “The Australian Building”으로 알려진 엘리자베스 스트리트(Elizabeth St)의 랜드 마크 건물에 강의실을 임대했다.
그는 발성을 좋게 하고 말더듬증과 목질환을 "치료"한다고 주장하면서 언론과 팜플렛에 자신의 발성수업을 광고했다.
그의 팜플렛에는, 초기에는 주로 성직자들이 자신들의 목소리와 건강 상태가 향상되었다고 열성적으로 증언했으며, 의사들은 그에게 환자에게 보낸 환자들이 호전되었다고 말했다.
그해 알렉산더는 그의 동생인 알버트 레든 알렉산더(A.R.로 주로 알려진 Albert Redden Alexander,)를 그의 조수로 초대했다.
A.R.은 처음에는 여동생인 에이미(Amy)의 의료적인 문제를 돕기 위해 왔다가 그 일을 물려 받았다.
당시 태즈매니아에 있던 알렉산더의 아버지는 알코올중독에 빠졌고 가족은 경제적으로 암울하게 되었다.
그해 말, 알렉산더의 어머니와 그의 형제 중 3 명은 멜버른에 와서 다시는 태즈매니아로 돌아가지 않았다.
알렉산더는 가끔 공연을 하는 것 외엔 강의와 연습에 전적으로 몰두했다.
1899년에 알렉산더는 그의 옛 친구인 로버트와 에디스 영과 함께 트리오를 형성해 같이 움직였다.
트리오는 멜버른과 시드니에서 연극을 공연했고, 1900년 Alexander와 로버트 부부는 시드니로 이사했다.
1901년부터 1903년까지 알렉산더와 에디스를 주연으로 하고 알렉산더의 학생들이 조연을 하여 일련의 세익스피어 연극을 공연했다. 여기에는 에디스가 배우로서 성공하고픈 욕심이 주요했다.
알렉산더는 금전적으로 이익이 없는 연극과 셰익스피어 수업에 대부분의 시간을 보내느라 그의 방법을 가르칠 시간이 거의 없었다.
그러나 1902년 시드니의 외과 의사인 WJ 스튜어트 맥케이 (WJ Stewart McKay)는 그의 방법에 깊은 인상을 받아 그와 절친한 친구가 되어 의사들에게 적극적으로 소개해 주었다.
그로 인해 알렉산더의 방법 (및 광고)은 결핵을 비롯한 의료 문제에 더 중점을 두게 되었다.
McKay는 또한 알렉산더에게 의과 대학의 수업에 참석하여 의학적으로 공부하기를 권했지만 그는 이 부분에는 소질이 없었다.
맥케이(McKay)는 알렉산더 (Alexander)에게 런던의 의사들을 소개하고 그들과 같이 만나볼 것을 제안했다.
당시 알렉산더는 빚을 지고 있었는데 이것은 마침 그가 경마에서 딴 750파운드로 일부 정리할 수 있게 되었다.
이것으로 그는 빚의 일부를 갚고, 어머니와 누이를 위한 생계를 지원하는데 쓰고 영국으로 떠나게 된다.
그는 1904년 4월 멜버른을 떠났고, 이후 다시는 호주로 돌아 오지 않았다.

## 런던 시절 1904~1914
알렉산더는 1904년 6월 런던에 도착하여 빅토리아 스트리트에 위치한 군인아파트에 자리잡았다.
그는 나중에 다음과 같이 이야기했다.
"그 당시 런던은 좋은 인상을 가진 사람이 아니면 정착하기 힘들었다."
McKay 박사와 다른 호주 의사들의 추천서로 무장한 그는 런던 의료계에서 짧은 시간 안에 중요한 지지자들을 얻을 수 있었다.
외과 의사인 RH 스캔즈 스파이서(RH Scanes Spicer)는 많은 이들을 소개해주었는데, 그는 알렉산더의 수업을 듣고 그의 학생임을 자처하며 이를 홍보하였다.
연극을 좋아하는 알렉산더는 스파이서가 발성에 문제가 생긴 릴리 브레이턴(Lily Brayton)이라는 배우를 소개해 줬을 때 무척 기뻐했다.
알렉산더가 그녀를 성공적으로 치료하였고 이를 통해 릴리의 남편인 오스카 애쉬(Oscar Asche), 헨리 어빙(Henry Irving), 하버트 비어봄 트리(Herbert Beerbohm Tree) 및 조지 알렉산더(George Alexander)를 비롯한 다른 여러 연극인들과 만날 수 있었다.
앞선 세 명은 끝까지 지지를 해주었으나, 조지 알렉산더(George Alexander)는 후일 F.M.알렉산더가 재판을 받을 때 그에게 "강압적인 수업"을 받았다고 비난했다.
그럼에도 불구하고, 시간당 4기니(영국의 구 금화. 21실링(shillings), 현재의 1.05파운드에 해당)의 알렉산더의 수업은 호황이었고, 알렉산더는 재정적으로 안정되어 갔다.
그는 자신의 빚을 갚고 호주에 있는 어머니와 자매들이 빚을 갚고 안정적으로 생활할 수 있도록 송금해주고 생활에 여유를 찾았다.
그는 미식과 와인, 시가를 포함한 다양한 유흥을 즐겼으며 런던 고급 레스토랑의 단골이었다.
그는 매일 승마를 즐기고, 정기적으로 여우 사냥을 했으며 경마에도 꾸준히 관심을 보였다.
알렉산더는 호흡과 발성에 대한 그의 발견을 설명하고 사례를 설명하기 위해 일련의 소책자들을 펴냈다.
알렉산더는 글솜씨가 좋은 편은 아니었지만, 이 글들 통해 그의 이론이 발전되어 가는 과정을 보여주었다.
이때 알렉산더테크닉의 중요한 개념인 "의식적 통제(conscious control)", "길항작용(antagonistic action)", 휘스퍼 호흡(whispered "ah"), 감각인식오류(the unreliability of self-perceptions and sensations), 자제(inhibition), 진행과정(means whereby)에 대해 처음으로 언급되었다.
1904년 9월경, 호주에서 같이 활동하였던 에디트(Edith Young)이 그를 찾아왔다.
같이 트리오로 활동하던 그녀의 남편 로버트(Robert)는 병들어 있었고, 편지로 그녀가 알렉산더를 따르도록 권했으며 알렉산더에게 그녀를 돌봐 달라고 부탁했다.
알렉산더는 에디트가 그의 수업을 도울 것을 희망했지만, 그녀는 오로지 무대 위에 오르는 것만 관심이 있었고, 그의 수업에 대해 냉소적이었다.
알렉산더는 그녀의 태도가 수업에 안 좋은 영향을 미칠 수 있다고 우려하고, 자신의 과거에 대해 구설수가 생길 수 있다는 생각에 그녀를 런던 교외에 있는 스트리섬(Streatham)에 머물게 했다.
평생 동안 알렉산더는 사교성이 좋기는 했으나, 기본적으로 내향적인 사람으로, 파티를 쫓아다니거나 클럽이나 모임에 가입하지 않았다.
개인적으로 친밀한 우정을 쌓기보다는 제자와 후원자로서 지내기를 선호했다.
그의 평생동안 자주 일어난 일이지만, 1909년 알렉산더는 친구이자 후원자인 스파이서(Spicer)박사와 사이가 틀어졌다.
일련의 논문에서, 스파이서 박사는 알렉산더가 의학 지식이 부족하며 "훈련받지 않은 아마추어와 무지한 돌팔이"보다는 전문적인 의학인이 자세와 호흡에 대한 교정을 해야 한다고 주장했다.
알렉산더는 스파이서 박사가 표절과 왜곡을 일삼았다고 비난했다.
이 논쟁을 겪고 알렉산더는 오랫동안 숙고했던 책을 세 부분으로 나누어 발간했다.
<인간의 최고 유산(1910년 10월)>, <부록(1911년 3월)>, <의식적 통제(1912년 10월)>
이 책들은 1918년에 한 권으로 합쳐졌다.
1911년, 알렉산더의 어머니와 누이 에이미(Amy)가 영국으로 왔다. 그들은 알렉산더가 살던 웨스트민스터(Westminster)의 군인아파트로 이사 왔고 알렉산더는 애슐리팰리스 근처에서 자리잡고 살며 수업을 했다.
에이미는 알렉산더의 여성 학생 중 일부를 가르치기 시작했는데, 1911년 경에는 영국에 완전히 정착한 것으로 보인다.
이후 몇 해에 걸쳐 알렉산더의 형제 중 네 명이 런던으로 이주했는데 그의 아버지와 다른 형제들은 호주에 남았다.
알렉산더의 교실은 점점 커져서 다른 교사들을 차례로 영입했다.
그의 형제인 A.R. 알렉산더는 정치인인 레지날도 매케너(Reginald McKenna)와 사업가 윌도프 애스터(Waldorf Astor)와 에디트 캐슬레이 자작부인(Edith, Viscountess Castlereagh)을 가르쳤다.
알렉산더는 또한 이전에 학생으로 있던 에델 웹(Ethel Webb)을 교사로 영입했는데, 이는 그가 처음으로 가족 이외의 사람을 교사로 영입한 것이다.
그녀는 알렉산더와 두 명의 중요한 여성을 연결해주었는데, 그 중 하나가 마가렛 나움버그 (Margaret Naumburg)이다.
미국인인 그녀는 알렉산더가 미국으로 올 수 있도록 적극적으로 후원하였다.
미국으로 출발하기 한달 전인 1914년 8월 10일 알렉산더는 오랜 동료였던 에디스 영(Edith Young)과 결혼했다.
같은 동료이자 그녀의 전 남편인 로버트는 그녀가 영국으로 온 1910년 9월경에 죽었고, 알렉산더는 그 후로 그녀를 후원하고 지내다 결혼으로 연결된 것이다.

## 미국 시절 1914~1924
알렉산더는 1914년 9월 뉴욕으로 출발하여 그를 초빙한 마가렛 나움버그와 합류했다.
몬테소리 교육과 정신 분석학을 공부한 그녀는 당시 월든 학교(Walden School)를 설립한지 얼마 되지 않았다.
그녀는 아서 M. 레이스(Arthur M. Reis)와 왈도 프랭크(Waldo Frank)와 같은 영향력있는 학생을 알렉산더와 연결해주어 그가 미국에서 수업을 시작할 수 있도록 도왔다.
알렉산더의 교실은 곧 급성장했고, 1914년 말에 영국에 남아있던 제자, 에델 웹(Ethel Webb)이 그를 돕기 위해 미국으로 건너왔다.
1921-2년 겨울을 제외한, 이후 10년 동안 알렉산더는 미국에서는 가을과 겨울에 수업을 하고 늦봄과 여름에는 가족들과 영국에서 지냈다.
여름 동안에는 에델 웹이 미국에 남아서 수업을 진행했다.
1916년에는 아이린 테스터(Irene Tasker)가 견습생으로 뉴욕 교실에 합류했다.
알렉산더는 스스로 영국인임을 자랑스럽게 생각했다.
그는 미국에 정을 느끼지 못했고, 1917년까지 미국이 1차 세계대전에 개입하지 않는 것에 실망했다.
1916년 미국의 저명한 철학자이자 교육학자인 존 듀이 (John Dewey)가 제자가 되었다.
존 듀이(Dewey)는 오랫동안 스트레스와 이와 관련된 질병으로 고통받고 있었다.
그는 수업을 받고 오래 지속되었던 질병의 개선을 느낄 수 있었다.
그는 80대가 될 때까지 25년 동안 알렉산더의 학생으로 있으면서 알렉산더테크닉으로 건강의 90 %이상 회복할 수 있었다고 말했다.
듀이와 알렉산더는 오랫동안 교류했으며, 둘은 서로에게 깊은 영향을 주고 받았다.
듀이의 추천으로 다른 저명한 학자들도 알렉산더테크닉을 배우게 되었다.
또한 듀이는 이전에 영국에서 출간했던 알렉산더의 책인, 인간의 최고 유산(Man's Supreme Inheritance)을 미국에서 발행하도록 격려했다.
제자인 아이린 테스커의 도움으로, 그는 이전 책에서 많은 부분을 수정 보완하여 1918년 1월에 새롭게 출간했다.
알렉산더로부터 이전에 배웠던 랜돌프 본(Randolph Bourne)은 이 책에 대해 New Republic 잡지에 비평적인 내용의 기사를 올렸다.
그는 알렉산더테크닉의 임상적인 효과는 인정하나 새 책에서 언급된, 의식적인 조절을 통해 인류사회가 진화할 수 있다는 알렉산더의 견해는 문제가 있다고 비판했다.
듀이는 본의 기사에 몹시 화를 내며, 그가 계속 기사를 쓸 경우 New Republic에 글을 기고하지 않겠다고 위협했다.
이 책의 성공으로 새로운 많은 사람들이 알렉산더를 찾아왔다.
이로 인해 동생인 A.R. 알렉산더은 1918년과 1919년의 겨울 동안 미국에서 형의 수업을 도왔다.
그 기간 동안 A.R.은 직접 수업은 하지 못하고 보조일만 하였는데, 1918년에 낙마사고로 의사가 결코 다시 걷지 못할거라 말할 정도로 심각한 부상을 입었기 때문이다.
그러나 남은 생애 동안 A.R.은 지팡이를 사용했고 앉아서 학생들을 가르쳤다.
1920년부터 알렉산더의 형제들은 보스턴에서 정기적으로 수업을 시작했으며 미국과 런던에서 계속적으로 활동하였다.
이후 4년 동안 A.R.은 매 여름마다 형이 영국으로 가 있는 동안 미국에서 대신 수업을 진행했다.
1차대전 후, 런던의 Ashley Place (빅토리아 역 근처)에서의 수업도 원활히 진행되었다.
에델 웹(Ethel Webb)과 아이린 테스터(Irene Tasker)는 그 곳의 수업을 위해 런던으로 돌아왔다.
이 시기의 학생들 중 유명한 이로는 캔터베리 윌리엄 템플 대주교와 초콜렛회사를 운영하던 요셉 라운트리(Joseph Rowntree)가 있다.
알렉산더는 또한 그를 도와준 몇 명의 의사 출신 학생들과 좋은 관계를 발전시켰다. 그들 가운데 앤드류 러그건과 JER 맥도나는 알렉산더와 일생동안 교우관계를 유지했다.
알렉산더의 카리스마 넘치는 성격은 종종 여성들과의 스캔들을 불러 일으켰다
그 가운데 하나가 그의 제자인 에델 웹과의 관계였다. 알렉산더는 아내보다 그녀와 더 많은 시간을 보냈고 두 여자는 서로를 싫어했다.
이런 문제들로 알렉산더와 에디스의 결혼은 어려운 가운데 있었다.
둘은 1918년에 태어난 에디스의 여동생 월의 딸인 페기 피독을 입양하고 헌신적으로 양육하면서 결혼생활을 개선시켜 보려고 노력했다.
알렉산더의 기술을 표절한 제럴드 스탠리 리(Gerald Stanley Lee)의 책이 1922년 출판되자 알렉산더는 새로운 책을 쓰고자 했다.
알렉산더는 원래 그의 테크닉을 특허신청을 고려했지만, 주변에서 가능성이 없다고 만류하여 포기했다.
알렉산더가 나중에 자신의 가장 중요한 책이라고 기술한 "개인의 건설적인 의식조절(Constructive Conscious Control of the Individual)"이 1923년 5월 미국에서 출판되었다.
존 듀이는 이 책의 서문을 써주었다.
원래는 2월 경에 출간할 예정이었으나 1923년 2월 그의 어머니가 돌아가셔서 출간시기를 늦췄다.
이 책은 이전에 나온 책보다 더 명쾌하고, 일관되게 잘 쓰여졌음에도 불구하고, 덜 관심을 받았다.
책이 나온 지 얼마 되지 않아서 알렉산더는 금전적인 문제로 소송을 겪는데 빚을 갚지 않고 자산을 친구에게 맡기고 파산 선언을 했다.
빚은 나중에 친구에 의해 상환되었지만 알렉산더는 파산을 종료하지 않아 사실상 그가 죽을 때까지 법률적으로는 파산 상태에 있었다.
1924년 봄을 마지막으로 알렉산더가 미국에서의 정기 수업을 끝내고, 그때부터 동생인 A.R. 알렉산더와 런던에 살았다.
법률적으로 파산상태였지만 그는 재정적으로 안정되어 있었고 런던에서 행복한 시기를 보냈다.

## 영국 시절 1925~1940, 1943~1956
1925년 3월, 알렉산더는 켄트, 벡셀리헤스(Bentleyheath)에서 20에이커 (81,000m2)의 부지를 가진 18세기에 지어진 농가를 매입했다.
아내 에디트와 그의 딸 페기는 주말에 와서 알렉산더와 말을 타고 정원을 돌았다.
하지만 에디트는 얼마 안 있어 알렉산더를 떠나 이전 애슐리 팰리스에서 이웃으로 같이 살았던 잭 비카리(Jack Vicary)와 근처의 별장에서 동거하게 된다.
1929년에 알렉산더와 에디트는 이혼한다.
에디트는 자신은 나이를 먹어가며 사회적 성공과는 거리가 멀어지게 되었는데, 남편은 사회적으로 성공하고, 특히 다른 여성들과 바깥에서 같이 일하는데 많은 질투를 느꼈다.
에디트는 런던의 리틀 베니스(Little Venice)로 이사갔고, 딸 페기(Peggy)는 주중에 엄마와 지내고, 주말에는 팬힐(Penhill)에서 아버지와 보냈다.
에디스는 알콜 중독에 빠졌고, 1938년에 사망한다.
알렉산더는 제자인 아이린 테스터(Irene Tasker)와 함께 애슐리 팰리스(Ashley Place)에, "작은 학교, little school"라는 이름의 학교를 세웠다.
학생들은 약간의 장애를 가진 어린이들로 처음에는 6~8명으로 시작되다 1933년에는 12명으로 늘어나 더 큰 공간으로 이동해야 했다.
Froebel Institute의 전직 교장으로 있던 에스더 로렌스(Esther Lawrence)가 부지를 제공하기로 했으나 일이 틀어졌고 학교는 1934년 알렉산더의 농장이 있는 펜힐(Penhill)에 기숙학교로 개원하게 되었다.
알렉산더(Alexander)의 연구는 1924년 독일 교수인 루돌프 매그너스(Rudolf Magnus)가 자세의 생리학에 관한 그의 저서를 발표한 이후 이론적으로 크게 향상되었다.
루돌프 매그너스(Rudolf Magnus)
올바른 신체기능은 머리와 목, 척추의 정렬과 올바른 감각 인식에 달려 있다는 매그너스의 이론이, 알렉산더가 오래전부터 발견한 중추조절(Primary Control)과 다르지 않다는 것을 알렉산더의 지지자들은 주목했다.
알렉산더는 또한 새로 저명한 이들을 가르치기 시작했다.
정치인인 빅터 불워 리튼 백작은 타임지의 교육면에서 알렉산더테크닉을 공공교육적 측면에서 소개했고, 작가인 안소니 루도비치는 알렉산더테크닉을 그의 책에서 격찬하였다.
기업가인 로버트 더들리 베스트는 버밍엄에서 알렉산더테크닉을 가르칠 수 있도록 후원하였다. 베스트는 알렉산더에게 비판적인 면을 보이기도 했는데 1941년에는 그에게 비판적인 내용의 평론을 쓰기도 했다.
특히, 베스트(Best)는 알렉산더가 학생들을 무시하며 자신의 수업에 대해 의문점을 가지는 것을 허용하지 않았다고 불평했다.
첫 번째 교사 과정은 애슐리 팰리스(Ashley Place)에서 1930년 9월에 시작하여 1940년까지 계속되었다.
2차 세계대전이 일어났을 때 알렉산더는 1940년부터 1943년까지 미국에서 살면서 가르쳤는데, 후진들이 사라질 것을 걱정했다.
후진들을 양성하고자 그는 1943년 런던으로 돌아와 성공적으로 교사 과정을 다시 시작했다.
알렉산더는 86세로 1955년 갑작스럽게 죽기 전까지 계속 일했다.
그의 장례식은 스트리섬 배일(Streatham Vale)의 South London 화장터에서 이루어졌다.
애슐리 팰리스(Ashley Place)의 교육장은 알렉산더의 조수 중 하나인, 패트닉 맥도날드(Patrick Macdonald)가 물려받았다.